# Alex Portal
Pour les articles homonymes, voir Portal.
Alex Portal, né le 12 février 2002 à Saint-Germain-en-Laye, est un nageur handisport français. Il représente la France aux Jeux paralympiques d'été de 2020 et de 2024.

## Carrière sportive
Alex Portal a étudié en Cycle universitaire de préparation aux grandes écoles - parcours physique-chimie. Il étudie actuellement à l'ESILV en troisième année. Le nageur est atteint d'un albinisme oculaire qui l’empêche de voir net au-delà d’un mètre et de percevoir les trois dimensions de l'espace. Dès 2016, encouragé par son entraineur de s'inscrire en natation handisport, il participe à des championnats de France, ce qui lui permet par la suite d'être qualifié en équipe de France,.
Il représente la France sur le 400 mètres nage libre masculin S13 aux Jeux paralympiques d'été de 2020 et remporte une médaille de bronze. Il récidive sur le 200 mètres 4 nages S13 en décrochant une médaille d'argent. 
En août 2023, Alex Portal remporte trois médailles d'or, dont une aux côtés de son frère Kylian, ainsi qu'une médaille d'argent au championnat du monde de Manchester.
Lors des Jeux paralympiques de 2024, il remporte la médaille d'argent sur le 100 mètres papillon S13 et une médaille de bronze sur le 100 mètres dos S13 le lendemain. Le 31 août il remporte une troisième médaille, la médaille d'argent sur le 400 mètres nage libre S13 devant son petit frère Kylian Portal (médaillé de bronze). Le 3 septembre, il remporte une quatrième médaille, la médaille d'argent sur le 200 mètres 4 nages S13.

## Palmarès

### Jeux paralympiques
- Jeux paralympiques d'été de 2020 à Tokyo (Japon)
  -  Médaille d'argent du 200 m quatre nages
  -  Médaille de bronze du 400 m nage libre

- Jeux paralympiques d'été de 2024 à Paris (France)
  -  Médaille d'argent du 100 m papillon
  -  Médaille d'argent du 400 m nage libre
  -  Médaille d'argent du 200 m quatre nages
  -  Médaille de bronze du 100 m dos

### Championnat du monde
- Championnat du monde 2019 à Londres (Royaume-Uni)
  -  Médaille d'argent du 200 m quatre nages
  -  Médaille de bronze du 400 m nage libre
- Championnat du monde 2022 à Funchal (Portugal)
  -  Médaille d'or du 200 m quatre nages
  -  Médaille d'argent du 100 m papillon
  -  Médaille d'argent du 400 m nage libre
  -  Médaille de bronze du 100 m nage libre
- Championnat du monde 2023 à Manchester (Royaume-Uni)
  -  Médaille d'or du 100 m nage libre
  -  Médaille d'or du 400 m nage libre
  -  Médaille d'or du 200 m quatre nages
  -  Médaille d'argent 100 m papillon

### Championnat d'Europe
- Championnat d'Europe 2018 à Dublin (Irlande)
  -  Médaille d'argent du 100 m papillon
  -  Médaille de bronze du 200 m quatre nages
  -  Médaille de bronze du 400 m nage libre
- Championnat d'Europe 2021 à Funchal (Portugal)
  -  Médaille d'argent du 100 m dos
  -  Médaille d'argent  du 200 m quatre nages
  -  Médaille d'argent du 400 m nage libre
  -  Médaille de bronze du 100 m papillon

## Décorations
- Chevalier de l'ordre national du Mérite le 8 septembre 2021[12]